# Погожево
Погожево (рос. Погожево) — село в Касторенському районі Курської області Російської Федерації.
Населення становить 136 осіб. Входить до складу муніципального утворення Котовська сільська рада.

## Історія
Населений пункт розташований на території українського етнічного та культурного краю Східна Слобожанщина.
Від 2004 року входить до складу муніципального утворення Котовська сільська рада.

## Населення
| 2002 | 2010 |
| ---- | ---- |
| 215  | ↘136 |